# Gârcina
Gârcina ou Gîrcina est une commune roumaine du județ de Neamț, dans la région historique de Moldavie et dans la région de développement du Nord-Est.

## Géographie
La commune de Gârcina est située dans le centre du județ, sur les premiers contreforts des Monts Stânișoara, dans les Carpates orientales, à 7 km au nord de Piatra Neamț, le chef-lieu du județ.
La municipalité est composée des trois villages suivants (population en 1992) :
- Almaș (560) ;
- Cuejdiu (1 295) ;
- Gârcina (2 402), siège de la municipalité.

## Politique
| Période                                  | Période  | Identité           | Étiquette     | Qualité |
| ---------------------------------------- | -------- | ------------------ | ------------- | ------- |
| Les données manquantes sont à compléter. |          |                    |               |         |
| 2000                                     | En cours | Aurora Balan-Lazăr | PDL, puis PSD |         |

| Parti | Parti                                      | Sièges |
| ----- | ------------------------------------------ | ------ |
|       | Parti social-démocrate (PSD)               | 5      |
|       | Parti national libéral (PNL)               | 1      |
|       | Alliance des libéraux et démocrates (ALDE) | 1      |
|       | Parti national démocrate (PND)             | 1      |
|       | Indépendant                                | 1      |
|       | Parti Mouvement populaire (PMP)            | 4      |

## Religions
En 2002, la composition religieuse de la commune était la suivante :
- Chrétiens orthodoxes, 98,98 % ;
- Baptistes, 0,33 % ;
- Adventistes du septième jour, 0,31 %.

## Démographie
En 2002, la commune comptait 4 409 Roumains (99,88 %). La population de la commune croît de par sa proximité avec la ville de Piatra Neamț (+3,69 % entre 1992 et 2002, +6,75 % entre 2002 et 2007).
| 1992  | 2002  | 2007  |
| ----- | ----- | ----- |
| 4 257 | 4 414 | 4 712 |

## Communications

### Routes
Gârcina se trouve sur la route nationale DN15C Piatra Neamț-Târgu Neamț.

## Lieux et monuments
- Gârcina, église orthodoxe de la Pentecôte (Pogorârea Sfântului Duh) construite en 1796 sur l'emplacement d'une église datant de 1458 qui dépendait du monastère de Bistrița[5].